# La dona del president
La dona del president (títol original en francès, Bernadette) és una pel·lícula de comèdia biogràfica francesa del 2023 coescrita i dirigida per Léa Domenach en el seu debut com a directora. La pel·lícula és protagonitzada per Catherine Deneuve en el paper principal de Bernadette Chirac, política francesa i vídua de l'expresident Jacques Chirac, amb Denis Podalydès, Michel Vuillermoz i Sara Giraudeau en papers protagonistes. Es va estrenar el 4 d'octubre de 2023 als cinemes de França. S'ha doblat i subtitulat al català.